# Ли Бом Сок
Ли Бом Сок (кор. 이범석 ,李範奭, I Beom-seok, Yi Pŏmsŏk; 20 октября 1900, Кёнсон — 11 мая 1972, Сеул) — корейский политический, государственный и военный деятель, активный участник Движения за независимость Кореи, Министр обороны Южной Кореи (1948—1949), первый премьер-министр Республики Корея (31 июля 1948 — 21 апреля 1950).

## Биография
Отец Ли был потомком Седжона, ван Чосона и служил офицером в армии Чосона.
Ещё подростком участвовал в акциях в поддержку независимости страны, за что был выслан в Китай. В 1919 году начал учиться в Юньнаньской военной академии, с целью строительства новой армии для борьбы за независимость. В 1920 году Ли участвовал в битве при Циншаньли — шестидневной баталии между Императорской японской армией и корейскими вооружёнными группами в восточной Маньчжурии. В 1941 году стал генералом Корейской армии освобождения Временного правительства Республики Корея.
В 1945 году Ли попытался вернуться в Корею, но был вынужден остаться в изгнании в Китае. В 1946 году всё же вернулся на родину и участвовал в создании Корейской национальной молодёжной ассоциации. Выступал против переговоров Ким Гу между Югом и Севером и объединился с Ли Сын Маном, для создания унитарного правительства в Южной Корее.
В 1948—1949 годах занимал пост Министра обороны Южной Кореи.
С 31 июля 1948 года по 20 апреля 1950 года был первым премьер-министром Южной Кореи.
После ухода в отставку Ли Бом Сок — на дипломатической работе. Был послом Южной Кореи в Республике Китай. Министр внутренних дел Южной Кореи (1952).
В 1952 и 1956 годах безуспешно баллотировался на пост вице-президента. В течение 1960-х годов возглавлял оппозицию. В конце своей карьеры Ли был советником Совета национального объединения, а также наставником тогда ещё сенатора Пак Чон Хи.
10 мая 1972 года Ли получил степень доктора философии в Тайваньской китайской академии. Умер в результате сердечного приступа.
Похоронен на Сеульском национальном кладбище.